# Gran Premi de Bèlgica del 1968
Resultats del Gran Premi de Bèlgica de Fórmula 1 disputat la temporada 1968 al circuit de Spa Francorchamps el 9 de juny del 1968.

## Resultats
| Pos | No | Pilot                | Equip           | Voltes | Temps / Retirada  | Pos. de sortida | Punts |
| --- | -- | -------------------- | --------------- | ------ | ----------------- | --------------- | ----- |
| 1   | 5  | Bruce McLaren        | McLaren - Ford  | 28     | 1h 40' 02. 1      | 6               | 9     |
| 2   | 11 | Pedro Rodríguez      | BRM             | 28     | + 12.1 s          | 8               | 6     |
| 3   | 23 | Jacky Ickx           | Ferrari         | 28     | + 39.6 s          | 3               | 4     |
| 4   | 7  | Jackie Stewart       | Matra - Ford    | 27     | Sense combustible | 2               | 3     |
| 5   | 2  | Jackie Oliver        | Lotus - Ford    | 26     | Transmissió       | 15              | 2     |
| 6   | 15 | Lucien Bianchi       | Cooper - BRM    | 26     | + 2 Voltes        | 12              | 1     |
| 7   | 3  | Jo Siffert           | Lotus - Ford    | 25     | Pressió de l'oli  | 9               |       |
| 8   | 10 | Jean-Pierre Beltoise | Matra           | 25     | + 3 Voltes        | 13              |       |
| Ret | 14 | Piers Courage        | BRM             | 22     | Motor             | 7               |       |
| Ret | 6  | Denny Hulme          | McLaren - Ford  | 18     | Palier            | 5               |       |
| Ret | 20 | John Surtees         | Honda           | 11     | Suspensions       | 4               |       |
| Ret | 22 | Chris Amon           | Ferrari         | 8      | Radiador          | 1               |       |
| Ret | 16 | Brian Redman         | Cooper - BRM    | 6      | Virolla           | 11              |       |
| Ret | 12 | Richard Attwood      | BRM             | 6      | Tubs de l'oli     | 18              |       |
| Ret | 18 | Jack Brabham         | Brabham - Repco | 6      | Accelerador       | 10              |       |
| Ret | 1  | Graham Hill          | Lotus - Ford    | 5      | Palier / Eix      | 14              |       |
| Ret | 19 | Jochen Rindt         | Brabham - Repco | 5      | Motor             | 17              |       |
| Ret | 17 | Jo Bonnier           | McLaren - BRM   | 1      | Rodes             | 16              |       |

## Altres
- Pole: Chris Amon 3' 28. 6

- Volta ràpida: John Surtees 3' 30. 5 (a la volta 5)